# Rüdiger Zuck
Rüdiger Zuck (* 9. Dezember 1932 in Stettin; † 25. Februar 2023) war ein deutscher Jurist. Er war bis 2017 als Rechtsanwalt tätig und veröffentlichte zahlreiche Bücher zum Verfassungs-, Verwaltungs- und Medizinrecht.

## Leben
Rüdiger Zuck war der Sohn des Arztes Edgar Zuck und seiner Ehefrau Hella Baronesse von Behr, deren Ehe 1938 geschieden wurde. Zuck lebte zunächst bis 1939 in der Familie von Georg Baron Manteuffel-Szoege in Berlin und anschließend in Meldorf und Stuttgart. Dort legte er 1953 am Dillmann-Gymnasium das Abitur ab und wurde dabei für seine Leistungen mit dem Scheffelpreis ausgezeichnet. Anschließend studierte er Jura an der Universität Tübingen und betreute dort gemeinsam mit Egon Schneider die damals einzige juristische Ausbildungszeitschrift „Studium und Praxis“. In Tübingen wurde er Mitglied der Studentenverbindung AV Igel. Sein Studium schloss Zuck 1958 an der Universität Hamburg ab; 1963 erhielt er die Zusassung als Rechtsanwalt. Seine Promotion erfolgte 1968 in Tübingen bei Günter Dürig mit dem Thema „Subsidiaritätsprinzip und Grundgesetz“. Zuck war als Privatsekretär für Eduard Kern sowie in den 1960er Jahren für Ottomar Domnick tätig.
Ab 1963 war Zuck in der Stuttgarter Wirtschaftskanzlei Rupp, Fehl, Scheuing angestellt und wechselte 1971 als Partner in die Kartellrechtskanzlei Gleiss, Lutz, Hootz, Hirsch & Partner in Stuttgart, wo sein wichtigstes Tätigkeitsfeld zunächst das Recht des öffentlichen Personenverkehrs war. 1979 erhielt er einen entsprechenden Lehrauftrag an der Hochschule Heilbronn und wurde dort später zum Honorarprofessor ernannt.
Juristisch befasste er sich zunehmend mit der Durchführung von Verfassungsbeschwerdeverfahren vor dem Bundesverfassungsgericht. Seine erste mündliche Verhandlung fand 1970 zur Kontrolle des sogenannten Abhörgesetzes statt.  Der Deutsche Anwaltverein berief Zuck in seinen Verfassungsrechtsausschuss, dessen Vorsitzender er von 1979 bis 1990 war.
1982 gründete Zuck mit Michael Quaas die Anwaltskanzlei Zuck & Quaas in Stuttgart. Er erweiterte dabei sein Tätigkeitsfeld um das Medizinrecht, u. a. mit den Spezialgebieten Chefarztvertragsrecht, Zahntechnikrecht, Arzneimittelrecht und dem Recht der besonderen Therapierichtungen. 1970 wurde Zuck in den Vorstand der Rechtsanwaltskammer Stuttgart gewählt, deren Vizepräsident er bis 1990 war. Er war zudem stellvertretender Vorsitzender des sogenannten „Richtlinienausschusses“ der Bundesrechtsanwaltskammer.
2004 war er Mitbegründer der Stuttgarter Kanzlei Zuck, wo er als freier Mitarbeiter seines Sohnes Holger Zuck tätig war, bis er 2017 seine Anwaltszulassung altersbedingt zurückgab. Im selben Jahr verteidigte er die als antisemitisch bewertete Bundestagsrede des damaligen CDU-Abgeordneten Martin Hohmann. Der Jurist sei, so Zuck, gezwungen, Sachverhalte wertungsfrei zu beurteilen: „Das Recht ist ein kaltes Instrument. Es kommt zu seinem Urteil, indem es sich von allen oft hitzig vertretenen (Vor-)Urteilen befreit“. Die Rede von Martin Hohmann führte zur so genannten Hohmann-Affäre und seinem Parteiausschluss.
Rüdiger Zuck war seit 1959 mit Reinhild geb. Bitzer († 2020) verheiratet. Der Ehe entstammten drei Kinder.

## Engagement
1970 wurde Zuck als Laienmitglied in den Vorstand der „Kritischen Kirche“, einer Gruppierung der Synode der Evangelischen Landeskirche in Württemberg, berufen, die sich als Gegengewicht zum pietistischen Flügel der Synode verstand.
In den 1970er Jahren beschäftigte sich Zuck intensiv mit den Künstlern der naiven Malerei. Bis 2008 eröffnete er eine Vielzahl von Ausstellungen naiver Maler. Es erfolgte außerdem eine langandauernde Zusammenarbeit mit dem Stuttgarter Fotografen Peter Horlacher.

## Rassismus
2021 löste Zuck mit einem umstrittenen, als rassistisch erachteten Kommentar in der Neuen Zeitschrift für Arbeitsrecht Entrüstung aus. Der Bundesverband rechtswissenschaftlicher Fachschaften schrieb in einer Pressemitteilung vom 14. Februar 2021: „Mit Bedauern musste der Bundesverband rechtswissenschaftlicher Fachschaften e. V. (kurz: BRF) feststellen, dass der Beck-Verlag Prof. Dr. Rüdiger Zuck in der Neuen Zeitschrift für Arbeitsrecht (NZA 2021, 166) Raum für Rassismus und Diskriminierung bot.“ Der Verlag C. H. Beck entschuldigte sich für die Veröffentlichung des Kommentars, der nicht mit den redaktionellen Grundsätzen der NZA vereinbar sei. Inzwischen wurde der Kommentar aus dem Online-Angebot der NZA entfernt. Die Abonnenten der Neuen Zeitschrift für Arbeitsrecht erhielten zum Austausch einen Neudruck des Hefts 3/2021 ohne den Artikel für einen bereinigten NZA-Jahresband.

## Auszeichnungen
- 1968: Preisträger der Katholischen Akademie in Bayern für die Dissertation „Subsidiaritätsprinzip und Grundgesetz“ (geteilter Preis mit Josef Isensee)
- 1983: Hans Dahs-Plakette des Deutschen Anwaltvereins[14]

## Veröffentlichungen (Auswahl)

### Juristische Werke
- Das Recht der Verfassungsbeschwerde. 1973, 5. Auflage, C. H. Beck, München 2017, ISBN 978-3-406-70117-7.
- mit Hans Lechner: Bundesverfassungsgerichtsgesetz. 8. Auflage, C. H. Beck, München 2019, ISBN 978-3-406-73826-5.
- Homöopathie und Verfassungsrecht. Nomos, Baden-Baden 2001, ISBN 978-3-8329-0621-4.
- Das Recht der anthroposophischen Medizin. 2007, 2. Auflage Nomos Verlag, Baden-Baden 2012, ISBN 978-3-8329-7834-1.
- Juristischer Zeitgeist. 2007 – Die NJW-Kommentare 1993 – 2006, 1. Auflage, Nomos Verlag, Baden-Baden 2007, ISBN 978-3-8329-2709-7.
- mit Michael Quaas, Thomas Clemens, Julia Maria Gokel: Medizinrecht. 4. Auflage, C. H. Beck, München 2018, ISBN 978-3-406-70773-5.
- mit Michael Quaas, Michael Funke-Kaiser: Prozesse in Verwaltungssachen. 3. Auflage, Nomos, Baden-Baden 2018, ISBN 978-3-8487-4058-1.
- mit Christofer Lenz: Der Apotheker in seiner Apotheke. Deutscher Apotheker-Verlag, Stuttgart 1999, ISBN 3-7692-2596-1.
- als Hrsg. mit Heinz-Uwe Dettling: Arzneimittelgesetz. Carl Heymanns Verlag, Stuttgart 2021, ISBN 978-3-452-28276-7.

### Historisches und Kunst
- Geschichte des privaten Omnibusgewerbes in Baden-Württemberg 1959–1996. Weinmann, 1997, ISBN 978-3-921262-14-6.
- Naive Malerei. 2. Auflage 1976
- Der naive Maler Bruno Epple. Stadler, Konstanz 1977, ISBN 3-7977-0026-1.
- mit Peter Horlacher: Stuttgart, Bilder einer Stadt. DRW-Verlag, Stuttgart 1977, ISBN 3-87181-214-5.
- mit Peter Horlacher: Der Bodensee, Bilder einer Landschaft. DRW-Verlag, Stuttgart 1978, ISBN 3-87181-201-3.
- mit Peter Horlacher: Schwäbische Alb. DRW-Verlag, Leinfelden-Echterdingen 1984, ISBN 3-87181-227-7.